# Cerastium polymorphum
Cerastium polymorphum là loài thực vật có hoa thuộc họ Cẩm chướng. Loài này được Rupr. mô tả khoa học đầu tiên năm 1869.